# Charles Sheeler

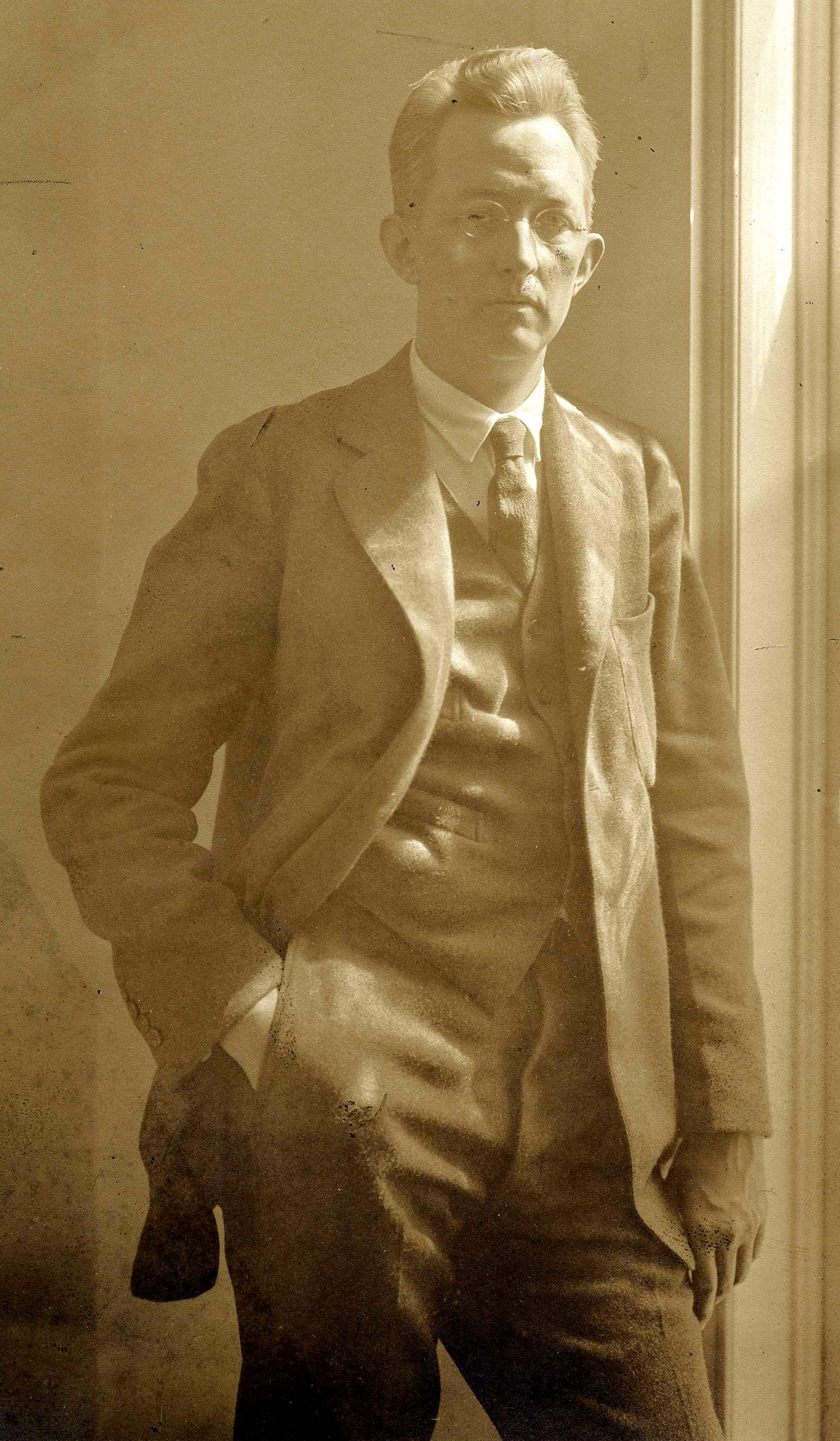
Charles Sheeler

Charles Sheeler (Philadelphia, 16 juli 1883 – Dobbs Ferry, 7 mei 1965) was een kunstschilder van het Amerikaanse modernisme en een van de grootste fotografen van de 20e eeuw.

## Biografie
Hij is geboren in Philadelphia en studeerde aan de Pennsylvania Academy of Fine Arts. In 1909 ging hij naar Parijs in de hoogtijdagen van het kubisme. Toen hij terugkeerde naar de Verenigde Staten realiseerde hij zich dat hij niet kon leven van zijn schilderijen. Hij begon te fotograferen met zijn Brownie-camera.
Sheeler huurde een boerderij in Doylestown (Pennsylvania), in de buurt van Philadelphia, samen met Morton Schamberg.

## Stijl
Charles Sheeler noemde zichzelf een precisionist. In zijn werk komen veel machines voor. Hij werd ingehuurd door Ford Motor Company om haar fabrieken te fotograferen en schilderen.

## Werk

### Films
- 1920 - Manhatta, met Paul Strand[1]

### Fotografie
- 1917 - Doylestown House: Stairs from Below (Metropolitan Museum of Art)[2].
- 1927 - Criss-Crossed Conveyors, River Rouge Plant, Ford Motor Company (Metropolitan Museum of Art)[3].

## Schilderijen

### Vroege periode
- 1920 - Church Street El (Cleveland Museum of Art)
- 1925 - Still Life[4]
- 1929 - Upper Deck (Fogg Art Museum, Cambridge (Massachusetts))
- 1930 - American Landscape (Museum of Modern Art, New York)[5]
- 1931 - Americana (Metropolitan Museum of Art, New York)[6]
- 1931 - Classic Landscape (Mr and Mrs Barney A Ebsworth Foundation).
- 1932 - Classic Landscape (National Gallery, Washington)[7]
- 1932 - Interior with Stove (National Gallery, Washington)[8]
- 1932 - River Rouge Plant (Whitney Museum, New York)
- 1936 - City Interior (Worcester Art Museum, Worcester, (Massachusetts))[9]

In 1940 publiceerde Fortune Magazine een serie van zes schilderijen van Charles Sheeler van een stoomturbine, een spoorweg, een waterturbine, een Fixed-wingvliegtuig (Yankee Clipper) en een dam.
- 1939 - Conversation: Sky and Earth (Curtis Galleries, Minneapolis, MN)
- 1939 - Primitive Power (The Regis Collection, Minneapolis, MN)
- 1939 - Rolling Power (Smith College Museum of Art, Northampton, MA).
- 1939 - Steam Turbine (Butler Institute of American Art, Youngstown, OH)[11].
- 1939 -  Suspended Power (Dallas Museum of Art, Dallas, TX)[12]
- 1939 - Yankee Clipper (Rhode Island School of Design, Providence, RI)

### Latere periode
- 1940 - Interior (National Gallery, Washington)[13].
- circa 1952 - Windows (Hirschl and Adler Galleries, New York)
- 1954 - Architectural Cadences Number 4[14]
- 1955 - Golden Gate (Metropolitan Museum of Art, New York)

## Musea
Werken van Charles Sheeler zijn te zien in onder andere:
- Museum of Fine Arts, Boston[15], 2003 - 2005
- Metropolitan Museum of Art
- Detroit Institute of Arts
- Georgia O'Keeffe Museum